# Institut du cerveau
 (janvier 2022).
Pour les articles homonymes, voir ICM.
L'Institut du cerveau et de la moelle épinière (ICM), nommé simplement l'Institut du cerveau depuis 2020, est une fondation française reconnue d'utilité publique fondée le 24 septembre 2010, sur le site de l'hôpital de la Pitié-Salpêtrière à Paris, ainsi qu'un centre de recherches du CNRS, de l'Inserm et de Sorbonne-Université, animé par six cents chercheurs, ingénieurs et techniciens conduisant des travaux de recherche fondamentale ou clinique sur le cerveau, les maladies neurologiques ou psychiatriques et sur la moelle épinière. L'institut a le label Carnot.

## Historique
Le 18 juin 2008, en présence de la ministre de l'Enseignement et de la Recherche Valérie Pécresse, du maire de Paris Bertrand Delanoë et du président du conseil régional d'Île-de-France Jean-Paul Huchon, les membres fondateurs et leur marraine Michelle Yeoh ont posé la première pierre de l'ICM. L'inauguration officielle du bâtiment a eu lieu le 24 septembre 2010 en présence de la ministre de la Santé Roselyne Bachelot. Ce centre de recherche, dont l'architecture moderne et fonctionnelle a été conçue par Jean-Michel Wilmotte, permet de concilier recherche fondamentale et recherche appliquée en particulier à visée clinique au sein d'un même lieu. À son ouverture, le bâtiment a ainsi permis de rassembler la très grande majorité des équipes de recherches en neurosciences, neurologie, psychiatrie ou psychologie qui étaient auparavant disséminées sur le site de la Pitié-Salpêtrière.
En 2020, l'institut est simplement renommé « Institut du cerveau », sans la précision « et de la moelle épinière », mais il garde son sigle « ICM », dans le but d'améliorer sa visibilité.

### Membres fondateurs de l'ICM
L'ICM regroupe des personnalités venant de tous les horizons (médecine, sport, commerce, cinéma, etc.) et qui ont mis au service de la Fondation leurs différents domaines d'expertises : Gérard Saillant (président de l’ICM), Yves Agid (directeur scientifique), Olivier Lyon-Caen, Luc Besson, Louis Camilleri, Jean Glavany, Maurice Lévy, Jean-Pierre Martel, Max Mosley, Lindsay Owen-Jones, Michael Schumacher, Jean Todt, David de Rothschild et Serge Weinberg.
Les parrains de l'ICM sont Jean Reno et Michelle Yeoh.

## Missions de l'ICM
Le constat que les maladies neurologiques et psychiatriques, telles que la maladie d'Alzheimer, la maladie de Parkinson, les paraplégies et tétraplégies, les accidents vasculaires cérébraux, la sclérose en plaques, les dépressions et psychoses touchent plus de 10 millions de malades en Europe[réf. nécessaire], a poussé les pouvoirs publics et privés français à créer l'Institut du cerveau et de la moelle épinière consacré à la recherche et aux traitements dans ces domaines.

## Partenaires de l'ICM
Les partenaires de l'ICM sont nombreux : fédérations sportives, entreprises, fondations, et institutions publiques. Des opérations de médiatisation sont régulièrement menées grâce à des partenariats. Ainsi, Jean Todt et Michael Schumacher ont fait une apparition dans le film Astérix aux Jeux olympiques, sorti le 30 janvier 2008, au nom de la fondation.
De même, Francis Joyon a porté les couleurs de l'ICM sur son trimaran lors de son record du tour du monde en solitaire, en janvier 2008. Différentes opérations, ponctuelles ou régulières, comme celles menées chaque année lors du Grand Prix de France de Formule 1, à Magny-Cours, complètent cette mobilisation autour du projet.

## Incubateur iPEPS
L'ICM héberge en son sein un incubateur d'entreprises. En décembre 2019, plus de 27 sociétés avaient été hébergée au sein de cet incubateur.
L'Institut du Cerveau, aux côtés de l'Institut de la vision et de la fondation FondaMental, est à l'initiative du projet Brain & Mind, un biocluster financé par l'appel à projets France 2030 et destiné à la recherche en neurosciences.